# Convexe kegel

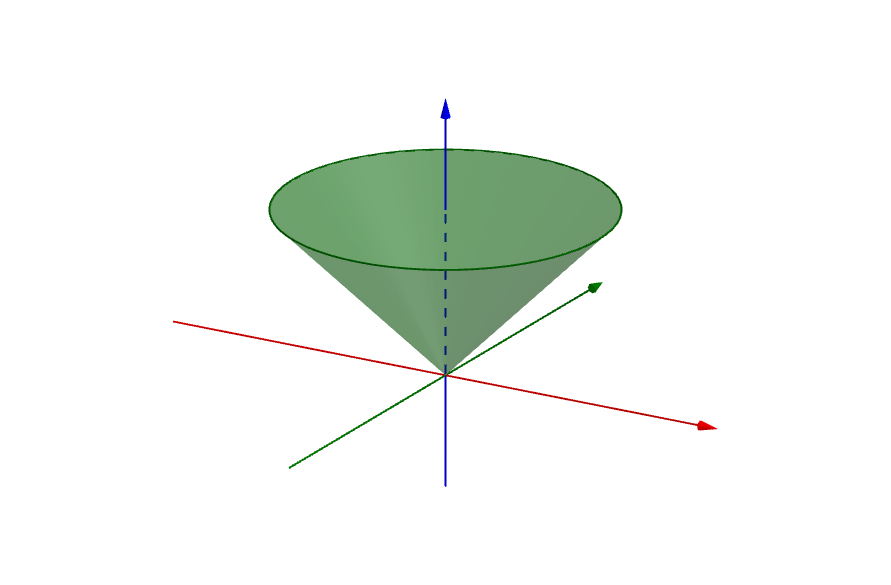
Voorbeeld

Een convexe kegel is een deelverzameling van een vectorruimte die gesloten is onder een lineaire combinatie met positieve coëfficiënten. Oftewel, een deelverzameling {\displaystyle C} van {\displaystyle \mathbb {R} ^{n}} heet een convexe kegel, indien voor alle {\displaystyle x,y\in C} en {\displaystyle \alpha ,\beta \geq 0} geldt dat {\displaystyle \alpha x+\beta y\in C.}

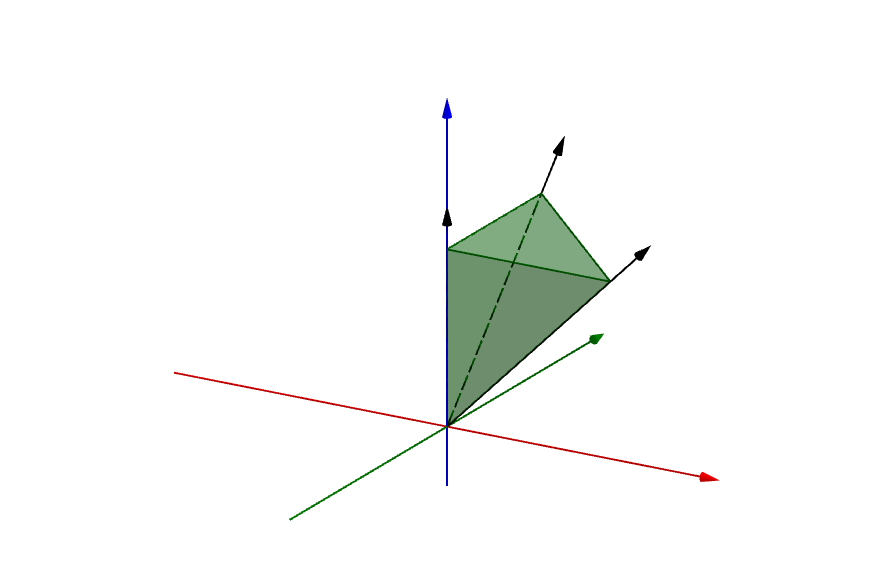
Convexe kegel voortgebracht door de drie zwart getekende vectoren

## Voorbeelden
De beide figuren laten voorbeelden zien van convexe kegels. Het eerste voorbeeld is een kegel met cirkelvormige doorsnede. Het tweede voorbeeld is een convexe kegel die bestaat uit de convexe combinaties van drie vectoren.